# Sukadiri (plaats)
Sukadiri is een bestuurslaag in het regentschap Tangerang van de provincie Banten, Indonesië. Sukadiri telt 4499 inwoners (volkstelling 2010).